# The Colour and the Shape
The Colour and the Shape ist das zweite Album der US-amerikanischen Alternative-Rock-Band Foo Fighters. Nach dem von Dave Grohl im Alleingang eingespielten gleichnamigen Debüt war das 1997 erschienene Zweitwerk das erste in Bandkonstellation geschriebene und aufgenommene Album der Foo Fighters.

## Entstehungsgeschichte
Nach dem Tod von Nirvana-Frontmann Kurt Cobain im Jahr 1994 hatte der damalige Schlagzeuger der Band Dave Grohl ein Album unter dem Namen Foo Fighters im Alleingang aufgenommen. Grohl veröffentlichte das selbstbetitelte Album 1995 und machte sich kurz darauf auf die Suche nach einer Band, um das Album zu promoten. Es fanden sich Nate Mendel als Bassist, am Schlagzeug William Goldsmith und Pat Smear als weiterer Gitarrist neben Grohl, der ebenfalls zuvor schon bei Nirvana aktiv gewesen war. Schon während man auf Tour war, begann die Band mit den Arbeiten an einem neuen Album. Die meisten Song-Ideen entstanden während der Zeit im Einstellungsraum vor Konzerten. Die eigentlichen Aufnahmen begannen allerdings erst am 18. November 1996 in den Bear Creek Studios in Woodinville, Washington. The Colour and the Shape wurde am 20. Mai 1997 bei Roswell / Capitol Records veröffentlicht. Am 28. April 1997 erschien als Vorab-Single Monkey Wrench. Weitere Singles wurden Everlong, My Hero und der Akte-X-Soundtrackbeitrag Walking After You. Zu allen Singles gab es auch Musikvideos. Everlong wurde außerdem in den USA am 31. März 2006 mit Gold ausgezeichnet.
Zwar erwies sich die Zusammenarbeit mit dem peniblen Produzenten Gil Norton, der mehrere Alben der Pixies am Mischpult betreut hatte, als produktiv, jedoch gleichzeitig als zäh und zermürbend, da Norton von den Foo Fighters verlangte, 30 bis 40 Takes je Song aufzunehmen, um ein ideales Ergebnis zu erzielen. Deshalb schlossen die Foo Fighters eine weitere Kollaboration mit Gil Norton aus und nahmen stattdessen das Nachfolgealbum There Is Nothing Left to Lose von 1999 mit dem Produzenten Adam Kasper auf.

## Titelliste
1. Doll – 1:23
2. Monkey Wrench – 3:51
3. Hey, Johnny Park! – 4:08
4. My Poor Brain – 3:33
5. Wind Up – 2:32
6. Up in Arms – 2:15
7. My Hero – 4:20
8. See You – 2:26
9. Enough Space – 2:37
10. February Stars – 4:49
11. Everlong – 4:10
12. Walking After You – 5:03
13. New Way Home – 5:40
14. Dear Lover – 4:32 (Bonustrack in manchen Editionen)

Bonustitel auf der 2007 erschienenen Special Edition:
1. Requiem
2. Drive Me Wild
3. Down in the Park
4. Baker Street
5. Dear Lover
6. The Color and the Shape

## Rezeption und Erfolg
Wolfgang Schäfer von Rock Hard war der Ansicht, dass noch mehr als auf dem Debüt „jede Nuance ausgelotet“ wurde. Foo Fighters sei eine der wenigen Alternative-Bands, die noch Akzente setzen würde. Er vergab 8.5 von zehn möglichen Punkten.
The Colour and the Shape erhielt 1998 eine Nominierung für einen Grammy Award in der Kategorie Best Rock Album. Sowohl das Video für die Singleauskopplung Monkey Wrench als auch für Everlong wurden 1997 respektive 1998 für einen MTV Video Music Award in der Kategorie Best Rock Video nominiert. Beide sind zusammen mit My Hero seit Veröffentlichung von The Colour and the Shape Standard auf Foo-Fighters-Konzerten. Die Leser des Kerrang!-Magazins wählten The Colour and the Shape 1998 auf Platz 10 einer Liste von Alben, die man vor seinem Tod gehört haben müsse. Die Redaktion führte The Colour and the Shape ebenso als eines der 100 Albums You Must Hear Before You Die.

## Kommerzieller Erfolg

### Chartplatzierungen
Seit Juni 2005 hat The Colour and the Shape den Platz des mit über zwei Millionen Einheiten meistverkauften Foo-Fighters-Albums in den USA inne. 2007 erschien zum zehnjährigen Jubiläum ein Re-Release des Albums mit sechs bis dato unveröffentlichten Aufnahmen der Band, darunter auch Coverversionen von Gerry Raffertys Baker Street und Stücken von Gary Numan und Killing Joke.
| ChartsChartplatzierungen       | Höchstplatzierung | Wochen |
| ------------------------------ | ----------------- | ------ |
| Deutschland (GfK)              | 41 (6 Wo.)        | 6      |
| Österreich (Ö3)                | 19 (13 Wo.)       | 13     |
| Schweiz (IFPI)                 | 50 (1 Wo.)        | 1      |
| Vereinigte Staaten (Billboard) | 10 (74 Wo.)       | 74     |
| Vereinigtes Königreich (OCC)   | 3 (13 Wo.)        | 13     |

### Auszeichnungen für Musikverkäufe
| Land/Region                  | Auszeichnungen für Musikverkäufe (Land/Region, Auszeichnung, Verkäufe) | Verkäufe  |
| ---------------------------- | ---------------------------------------------------------------------- | --------- |
| Australien (ARIA)            | Platin                                                                 | 70.000    |
| Dänemark (IFPI)              | Platin                                                                 | 20.000    |
| Deutschland (BVMI)           | Gold                                                                   | 250.000   |
| Japan (RIAJ)                 | Gold                                                                   | 100.000   |
| Kanada (MC)                  | Platin                                                                 | 100.000   |
| Kolumbien (ASINCOL)          | Platin                                                                 | 10.000    |
| Neuseeland (RMNZ)            | Platin                                                                 | 15.000    |
| Vereinigte Staaten (RIAA)    | Platin                                                                 | 2.342.000 |
| Vereinigtes Königreich (BPI) | Platin (Roswell) · + Platin (Columbia)                                 | 672.000   |
| Insgesamt                    | 2× Gold · 8× Platin ·                                                  | 3.579.000 |

Hauptartikel: Foo Fighters/Auszeichnungen für Musikverkäufe